# Lettre de relance
Cet article court présente un sujet plus développé dans : Mise en demeure et Recouvrement de créances en France.
Une lettre de relance (ou lettre de rappel) est un courrier envoyé par un expéditeur qui vise à rappeler à son destinataire qu'il y a un désaccord entre eux, généralement une dette. Cette lettre est la suite d'une première réclamation.
Cette démarche peut être faite en nom propre ou par l'intermédiaire d'un établissement de recouvrement de créances, d'un avocat ou de toute autre personne dûment mandatée.
La lettre de rappel n'a aucun fondement légal mais permet la négociation. Quand la lettre est un préalable formalisé à une action en justice, il s'agit d'une « lettre de mise en demeure ».
Les lettres de rappel, si elles ne sont soumises à aucun formalisme, ne doivent pas faire l'objet d'abus ayant pour but d'entrainer la crainte de celui qui les reçoit sous peine de tomber sous l'incrimination de harcèlement ou menace.